# 技術士法
技術士法（ぎじゅつしほう、昭和58年4月27日法律第25号）は、技術士等の資格を定め、その業務の適正を図り、もって科学技術の向上と国民経済の発展に資することに関する日本の法律である。技術士法（昭和32年法律第124号）を全部改正して成立した。

## 構成
- 第1章 - 総則（第1条 - 第3条）
- 第2章 - 技術士試験（第4条 - 第31条）
- 第2章の2 - 技術士等の資格に関する特例（第31条の2）
- 第3章 - 技術士等の登録（第32条 - 第43条）
- 第4章 - 技術士等の義務（第44条 - 第47条の2）
- 第5章 - 削除（第48条 - 第53条）
- 第6章 - 日本技術士会（第54条 - 第55条）
- 第7章 - 雑則（第56条 - 第58条）
- 第8章 - 罰則（第59条 - 第63条）
- 附則

## 資格
- 技術士
- 技術士補